# Kurułtaj
Kurułtaj − rada chanów mongolskich zbierająca się dla odbycia narad politycznych lub wyboru nowego wielkiego chana. Kompetencje tej rady nie były ściśle wyznaczone.
Profesor Peter Jackson znaczenie słowa kurułtaj (w polskojęzycznej wersji jego książki zastosowano zapis "kuryłtaj") określa jako: zgromadzenie książąt, księżniczek i dowódców, zwołane w celu dokonania wyboru kagana lub by rozważyć inne ważne sprawy, takie jak zbliżające się kampanie.

## Znaczące kurułtaje
- Wielki kurułtaj 1206 - wybór Temudżyna, czyli Czyngis-chana na wielkiego chana mongolskiego
- 1219 - decyzja o wyprawie przeciw Imperium Chorezmijskiemu, Czyngis-chan czyni Ugedeja dziedzicem swojej władzy
- 1235 - decyzja o wielkiej wyprawie zdobywczej skierowanej na zachód pod wodzą Batu-chana
- 1246 - wybór Gujuka, syna Ugedeja, na wielkiego chana. Obecni na tym kurułtaju byli także Europejczycy - poseł papieski Jan di Piano Carpini i jego towarzysz, Benedykt Polak, którzy jako pierwsi przywieźli do Europy systematyczne i obszerne informacje o ludach i sytuacji politycznej w krajach Azji, co dało możliwość prawidłowej oceny mongolskiego zagrożenia i podjęcia prób jego zażegnania na drodze dyplomatycznej.